# Сперієцень
Сперієцень, Сперієцені (рум. Speriețeni) — село у повіті Димбовіца в Румунії. Входить до складу комуни Гура-Шуцій.
Село розташоване на відстані 62 км на північний захід від Бухареста, 17 км на південь від Тирговіште, 138 км на схід від Крайови, 99 км на південь від Брашова.

## Населення
За даними перепису населення 2002 року у селі проживали 1913 осіб, усі — румуни. Усі жителі села рідною мовою назвали румунську.